# Hôn nhân cùng giới ở California
Hôn nhân cùng giới hợp pháp ở tiểu bang California của Hoa Kỳ, và lần đầu tiên trở thành như vậy vào ngày 16 tháng 6 năm 2008, khi tiểu bang bắt đầu cấp giấy phép kết hôn cho các cặp cùng giới do phán quyết của Tòa án Tối cao California trong các vụ kiện Hôn nhân, trong đó phát hiện ra rằng việc cấm các cặp cùng giới khỏi hôn nhân đã vi phạm Hiến pháp của nhà nước. Việc cấp các giấy phép đó đã bị dừng lại trong khoảng thời gian từ ngày 5 tháng 11 năm 2008 đến ngày 27 tháng 6 năm 2013 (mặc dù các cuộc hôn nhân cùng giới hiện tại vẫn tiếp tục có hiệu lực) do thông qua Dự luật 8, một sửa đổi hiến pháp của tiểu bang cấm kết hôn cùng giới. Việc cấp các cuộc hôn nhân cùng giới được khuyến nghị theo quyết định của Tòa án Tối cao Hoa Kỳ tại Hollingsworth v. Perry, trong đó khôi phục hiệu lực của một phán quyết của tòa án quận liên bang đã đảo ngược Dự luật 8 là vi hiến.
Vào ngày 4 tháng 8 năm 2010, Chánh án Tòa án Quận Hoa Kỳ Vaughn Walker tuyên bố Dự luật 8 vi phạm các điều khoản của Quy trình và Bảo vệ bình đẳng của Hiến pháp Hoa Kỳ tại Perry v. Schwarzenegger, một quyết định được Tòa án phúc thẩm thứ chín đưa ra vào ngày 7 tháng 2 năm 2012. Vụ án, được gọi là Perry v. Brown trong Vòng Chín, đã được kháng cáo lên Tòa án Tối cao Hoa Kỳ vào ngày 31 tháng 7 năm 2012. Vụ việc đã được xem xét như Hollingsworth v. Perry vào ngày 7 tháng 12 năm 2012 và một quyết định đã được ban hành vào ngày 26 tháng 6 năm 2013. Tòa án quyết định rằng các nhà tài trợ chính thức của Dự luật 8 không có tư cách pháp lý để kháng cáo quyết định của tòa án quận khi các quan chức nhà nước từ chối làm như vậy. Phán quyết của Vòng Chín đã bị bỏ trống và vụ việc đã được trả lại cho Tòa án đó với các hướng dẫn để bác bỏ kháng cáo của nhà tài trợ Dự luật 8. Vào ngày 28 tháng 6 năm 2013, việc tạm dừng có hiệu lực đã bị xóa khỏi quyết định của tòa án quận liên bang và các cuộc hôn nhân cùng giới đã có thể tiếp tục. Các cặp cùng giới bắt đầu kết hôn vào cuối ngày hôm đó.
Trước khi Dự luật 8 được thông qua, California chỉ là tiểu bang thứ hai của Hoa Kỳ (sau Massachusetts) cho phép kết hôn cùng giới. Những cuộc hôn nhân được cấp theo luật pháp của các chính phủ tiểu bang khác, nước ngoài và trong nước, đã được công nhận hợp pháp và giữ các quyền cấp nhà nước kể từ năm 2008.

## Pháp luật

### AB 607
Từ khi ban hành luật năm 1971 để thay thế đại từ giới tính bằng đại từ trung lập về giới tính, cho đến năm 1977, Bộ luật Dân sự California § 4100 đã định nghĩa hôn nhân là "quan hệ cá nhân phát sinh từ hợp đồng dân sự, theo đó sự đồng ý của các bên có khả năng thực hiện hợp đồng đó là cần thiết. " Định nghĩa này được giải thích thống nhất là chỉ bao gồm các đối tác khác giới, nhưng, vì lo ngại rằng ngôn ngữ không rõ ràng,  Dự luật số 607 , được ủy quyền bởi Ủy viên hội đồng Bruce Nestande, đã được đề xuất và sau đó được chuyển cho "cấm người cùng giới tính khi bước vào hôn nhân hợp pháp."
Sợ rằng Bộ luật Dân sự sẽ cho phép kết hôn giữa các bên cùng giới đã phát sinh do một cặp vợ chồng ở Quận Cam đã tìm kiếm giấy phép kết hôn đăng thông qua  Dự luật tình dục người lớn đồng ý  trong đó bãi bỏ tội phạm đồng tính luyến ái ở California (có hiệu lực năm 1976). Trong khi luật năm 1971 đưa ra các tài liệu tham khảo về giới tính trung lập về giới tính, Hiệp hội Thư ký Quận Cam đã gửi một cuộc gọi tới Chủ tịch Quốc hội lúc đó Bruce Nestande để làm rõ luật này khi liên quan đến các cặp cùng giới. Đạo luật đã sửa đổi Bộ luật Dân sự để định nghĩa hôn nhân là "mối quan hệ cá nhân phát sinh từ hợp đồng dân sự giữa nam và nữ, theo đó sự đồng ý của các bên có khả năng thực hiện hợp đồng đó là cần thiết".
Những người phản đối dự luật bao gồm Nghị sĩ Willie Brown (người là tác giả của việc bãi bỏ luật pháp về luật pháp của California năm 1975) và Thượng nghị sĩ Milton Marks. Dự luật đã thông qua 23-5 tại Thượng viện tiểu bang và 68-2 trong Hội đồng. Nó được ký vào ngày 17 tháng 8 năm 1977 bởi Thống đốc Jerry Brown. Từ năm 1994, ngôn ngữ này được tìm thấy trong § 300 của Bộ luật Gia đình, năm 2015 đã bị bãi bỏ.

### AB 167
AB 167, được ủy quyền bởi Ủy viên hội đồng John Burton, đã xóa các yêu cầu về giới tính được ban hành vào năm 1977. Nó đã không thu được đủ phiếu bầu cho các đoạn văn và chết trong Hội đồng.

### Dự luật 22 (2000)
Sau khi Thượng nghị sĩ Hiệp sĩ không thông qua  Đạo luật bảo vệ hôn nhân California  trong hai dịp khác nhau trong Lập pháp, Dự luật 22 đã được tạo ra như một đạo luật sáng kiến để thêm phần 308.5 vào Bộ luật gia đình hai dự luật này là:  AB 1982 (1995) và SB 911 (1997).
Luật tương tự bao gồm  SB 2075  (Haynes, 1996) và  AB 800  (Margett). Cả hai đề xuất không bao giờ thấy đoạn văn.
Vào ngày 7 tháng 3 năm 2000 bầu cử sơ bộ, Dự luật 22 đã được thông qua với số phiếu từ 61,4% đến 38%, do đó bổ sung § 308,5 vào Bộ luật Gia đình, phần lớn sao chép ban hành năm 1977. Phần mã một câu xác định rõ ràng sự kết hợp của một người đàn ông và một người phụ nữ là hình thức kết hôn duy nhất hợp lệ hoặc có thể nhận ra ở Tiểu bang California. Dự luật 22 được soạn thảo bởi Thượng nghị sĩ bang William J. Knight, và biện pháp này được mệnh danh là "sáng kiến hiệp sĩ" trong nỗ lực liên kết nó với "Sáng kiến Briggs" thất bại (Dự luật 6 năm 1978) đã cấm người đồng tính và đồng tính nữ làm giáo viên tại các trường công lập ở California. Tòa án Tối cao California đã vô hiệu hóa kết quả của Dự luật 22 năm 2008.
Dự luật 22 được chính thức trích dẫn là  Đạo luật bảo vệ hôn nhân của California .

### Hành động lập pháp về hôn nhân cùng giới
Khi Cơ quan lập pháp bang California khai mạc phiên họp 2005-2006, thành viên hội đồng Mark Leno đã giới thiệu Dự luật 19 (AB 19), trong đó đề xuất hợp pháp hóa hôn nhân cùng giới. Dự luật đã nhận được sự ủng hộ của Người phát ngôn khi đó Fabian Núñez trong số những người khác. Leno đã giới thiệu một dự luật tương tự trong phiên trước đó, nhưng nó đã chết trong ủy ban. Các ủy ban hội đồng đã báo cáo  Dự luật 19 'một cách thuận lợi, nhưng biện pháp đã thất bại trên sàn hội vào ngày 2 tháng 6 năm 2005. Cuối tháng đó, thành viên hội đồng Patty Berg đã sửa đổi văn bản của biện pháp nghiên cứu thủy sản của mình,  Bill Bill 849  (AB 849), đã có trong Thượng viện, thành văn bản hóa đơn thất bại của Leno.
Vào ngày 2 tháng 9 năm 2005, Thượng viện California đã phê chuẩn dự luật 21-15 và vào ngày 6 tháng 9, Quốc hội bang California đã tuân theo một cuộc bỏ phiếu với tỷ lệ 41 - 35, biến Cơ quan lập pháp của California trở thành người đầu tiên trong cả nước phê chuẩn dự luật kết hôn cùng giới không có áp lực của tòa án. Ngày hôm sau, 7 tháng 9, Thống đốc Arnold Schwarzenegger cho biết ông sẽ phủ quyết dự luật, trích dẫn Dự luật 22, đã được thông qua với sự chấp thuận của đa số cử tri năm năm trước. Giống như các đạo luật được sửa đổi bởi  AB 849 , Dự luật 22 đã cấm nhà nước công nhận hôn nhân cùng giới, nhưng là một đạo luật sáng kiến, nó không bị ảnh hưởng bởi  AB 849 . Cơ quan lập pháp đã tránh giao hóa đơn cho Thống đốc trong hơn hai tuần, trong thời gian đó, các nhóm vận động đã thúc giục Schwarzenegger thay đổi quyết định. Cuối cùng, hóa đơn đã được giao vào ngày 23 tháng 9 và được phủ quyết vào ngày 29 tháng 9 năm 2005. Schwarzenegger tuyên bố ông tin rằng hôn nhân cùng giới nên được giải quyết bởi các tòa án hoặc một cuộc bỏ phiếu khác của người dân thông qua một sáng kiến toàn quốc hoặc trưng cầu dân ý. Ông lập luận rằng dự luật của Cơ quan lập pháp chỉ đơn giản là vấn đề phức tạp, vì tính hợp hiến của Dự luật 22 vẫn chưa được xác định, và quyết định cuối cùng của nó sẽ khiến  AB 849  không hợp hiến (bị xung đột với sáng kiến cử tri hợp lệ) hoặc thừa (được bảo đảm bởi chính Hiến pháp California, như được các tòa án hiểu).
Ngay sau khi Quốc hội mới được bầu đã tuyên thệ, Leno đã gửi lại một dự luật tương tự vào ngày 4 tháng 12 năm 2006. AB 43 đã được cơ quan lập pháp thông qua vào đầu tháng 9 năm 2007, trao quyền cho Thống đốc cho đến ngày 14 tháng 10 năm 2007, để ký hoặc phủ quyết dự luật. Schwarzenegger đã tuyên bố nhiều tháng trước rằng ông sẽ phủ quyết  AB 43  với lý do vấn đề hiện tại đã được California bỏ phiếu theo Dự luật 22. Thống đốc đã thông qua tuyên bố của mình và vào ngày 12 tháng 10 năm 2007, ông đã phủ quyết  AB 43 . Schwarzenegger đã viết trong tuyên bố phủ quyết của mình rằng để giải quyết vấn đề hôn nhân trung lập về giới tính, Tòa án Tối cao California cần phải hoàn thành phán quyết của mình đối với thách thức đã được đưa ra cho Dự luật 22.

### Dự luật 8 (2008)
Nhiều tháng trước phán quyết của Tòa án Tối cao Nhà nước, các nhóm phản đối hôn nhân cùng giới bắt đầu lưu hành các kiến nghị sáng kiến. Một kiến nghị, số 07-0068 (có tiêu đề là "Đạo luật bảo vệ hôn nhân California" bởi những người đề xuất và sửa đổi "Giới hạn hôn nhân" của Tổng chưởng lý California trên lá phiếu thực tế) đã thu thập được 764.063 chữ ký hợp lệ và đủ điều kiện cho lá phiếu ngày 4 tháng 11 năm 2008 như Dự luật 8. Biện pháp đã thêm § 7.5 vào Điều I của Hiến pháp California để thay thế Bộ luật gia đình mới không thể thực thi § 308.5. Nó thay thế một phần của Tòa án Tối cao cho phép cấp giấy phép kết hôn cho các cặp cùng giới. Mười hai sửa đổi đề xuất khác kể từ năm 2004 đã không đủ điều kiện để được bỏ phiếu. Khả năng của cử tri xóa bỏ quyền lập hiến cơ bản bằng cách sửa đổi sáng kiến đã bị thách thức. Một vụ kiện được đệ trình với những lý do yêu cầu loại bỏ Dự luật 8 khỏi lá phiếu đã bị bãi bỏ vào ngày 16 tháng 7 năm 2008.
Vào ngày sau cuộc bầu cử, kết quả vẫn không chắc chắn. Với 100% các khu vực báo cáo, phiếu bầu là 52,47% ủng hộ Dự luật 8 và 47,53% phản đối, với sự khác biệt khoảng 504.000 phiếu; có đến 3 triệu người vắng mặt và phiếu bầu tạm thời vẫn được tính. Các nhà tổ chức của chiến dịch "Không trên Dự luật 8" đã thừa nhận thất bại vào thứ Năm ngày 6 tháng 11, đưa ra một tuyên bố rằng "Cuộc bỏ phiếu vào thứ Ba đã gây thất vọng sâu sắc cho tất cả những ai tin vào sự đối xử bình đẳng theo luật pháp."
Vào thứ Tư, ngày 5 tháng 11 năm 2008, ba vụ kiện đã được đệ trình, thách thức tính hợp lệ của Dự luật 8 với lý do hủy bỏ quyền kết hôn của các cặp cùng giới là "sửa đổi" theo hiến pháp. hơn là "sửa đổi", và do đó cần có sự chấp thuận trước của hai phần ba mỗi ngôi nhà của Cơ quan lập pháp bang California. Nguyên đơn trong các vụ kiện khác nhau bao gồm các cặp cùng giới đã kết hôn hoặc dự định kết hôn, các thành phố San Francisco và Los Angeles và quận Santa Clara. Tòa án Tối cao California đã nghe một số thách thức đối với Dự luật 8 và vào ngày 26 tháng 5 năm 2009, đã giữ nguyên đề xuất này nhưng không đảo ngược các cuộc hôn nhân cùng giới trước đó xảy ra sau phán quyết của họ vào tháng 6 năm 2008 và trước ngày diễn ra vào ngày 4 tháng 11.
Những người ủng hộ hôn nhân cùng giới đã cân nhắc việc cố gắng một sáng kiến bỏ phiếu khác để bãi bỏ Dự luật số 8 về lá phiếu trong cuộc bầu cử năm 2012, nhưng quyết định chờ đợi.

### Đạo luật công nhận hôn nhân và bảo vệ gia đình
Vào ngày 12 tháng 10 năm 2009, sau khi thông qua Dự luật 8, Thống đốc Arnold Schwarzenegger đã ký thành luật  Đạo luật công nhận hôn nhân và bảo vệ gia đình  ( SB 54 ), luật do Thượng nghị sĩ bang đề xuất Mark Leno. Dự luật xác định rằng một số cuộc hôn nhân cùng giới được thực hiện bên ngoài tiểu bang cũng được tiểu bang California công nhận là "kết hôn", tùy thuộc vào ngày kết hôn.
Sau thách thức của Tòa án Tối cao California sau khi Dự luật 8 được thông qua, các thẩm phán Tòa án Tối cao California đã khẳng định rằng tất cả các cuộc hôn nhân cùng giới được thực hiện ở California trước khi Dự luật 8 tiếp tục có hiệu lực và được công nhận là "kết hôn".  Đạo luật công nhận hôn nhân và bảo vệ gia đình  cũng xác định rằng một cuộc hôn nhân cùng giới được thực hiện bên ngoài tiểu bang được công nhận là "hôn nhân" nếu nó xảy ra trước khi Dự luật 8 có hiệu lực. Thể loại này cũng bao gồm các cuộc hôn nhân cùng giới được thực hiện trước khi hôn nhân cùng giới trở thành hợp pháp ở California. Nó cũng bắt buộc phải công nhận hợp pháp đầy đủ các cuộc hôn nhân cùng giới được thực hiện hợp pháp bên ngoài California sau khi Dự luật 8 được thông qua, ngoại trừ duy nhất là mối quan hệ không thể được chỉ định bằng từ "hôn nhân". Luật pháp quy định không có nhãn hiệu nào được sử dụng thay cho "hôn nhân" để mô tả các mối quan hệ này; họ không phải là "quan hệ đối tác trong nước". Việc nối lại hôn nhân cùng giới ở California vào ngày 28 tháng 6 năm 2013 có hiệu quả thay thế luật này đối với hôn nhân cùng giới ngoài tiểu bang.

### SB 1306 (2014)
Được giới thiệu bởi Thượng nghị sĩ Mark Leno vào ngày 21 tháng 2 năm 2014,  SB 1306  đã bãi bỏ Phần 300 ( AB 607 , 1977), 308 ( Đạo luật công nhận hôn nhân và bảo vệ gia đình , tác giả của Sen. Leno), 308.5 (Dự luật 22,  Đạo luật bảo vệ hôn nhân California ) của Bộ luật gia đình và sửa đổi Mục 300 để trung lập về giới giữa các phần khác. Luật pháp đã loại bỏ tham chiếu theo luật định về hôn nhân như một sự kết hợp "giữa nam và nữ" khỏi các bang Bộ luật gia đình và cập nhật luật với các điều khoản trung lập về giới để áp dụng cho hôn nhân cùng giới. như những người dị tính.
Trong thời gian thông qua, một số lo ngại đã bày tỏ rằng, bằng cách bãi bỏ  Đạo luật bảo vệ hôn nhân California ,  SB 1306  đã vi phạm sự phân chia quyền lực vì Cơ quan lập pháp sẽ bãi bỏ một sáng kiến được cử tri thông qua. Tuy nhiên, sự đồng thuận của Ủy ban Tư pháp của Hội đồng là các cử tri không còn có thể thông qua một đạo luật vi hiến, và sau đó được đưa ra, theo luật định nữa. Trong ánh sáng của  Trong các trường hợp kết hôn lại  và  Hollingsworth v. Perry , trong đó cấm chung việc thực thi bất kỳ luật nào sẽ cấm các cặp cùng giới kết hôn, điều đó đã được xác định bởi Ủy ban Tư pháp của Hội đồng rằng Cơ quan lập pháp có khả năng bãi bỏ các đạo luật tiếp theo.
SB 1306 đã được Ủy ban Tư pháp Thượng viện phê chuẩn 5-2 vào ngày 8 tháng 4 năm 2014. Vào ngày 1 tháng 5 năm 2014, Thượng viện bang California đã thông qua dự luật về tỷ lệ bỏ phiếu 25-10. Vào ngày 30 tháng 6,  SB 1306  đã thông qua Hội đồng, trong cuộc bỏ phiếu 51-11. It was signed by the Governor on ngày 7 tháng 7 năm 2014 and took effect on ngày 1 tháng 1 năm 2015. Định nghĩa về quy chế hôn nhân ở California hiện nay như sau:
Hôn nhân là mối quan hệ cá nhân phát sinh từ hợp đồng dân sự giữa hai người, theo đó sự đồng ý của các bên có khả năng thực hiện hợp đồng đó là cần thiết.

### SB 1005 (2016)
Vào tháng 4 năm 2016, Thượng viện tiểu bang đã bỏ phiếu 34-2 để phê duyệt  SB 1005 , một dự luật được giới thiệu bởi Thượng nghị sĩ Hannah-Beth Jackson đã cập nhật luật California tương tự như  SB 1306 . Hạ viện California đã phê chuẩn dự luật bằng cách bỏ phiếu 63-1 với các sửa đổi. Do đó, nó đã quay trở lại Thượng viện tiểu bang, nơi đã phê chuẩn nó với tỷ lệ phiếu 34-0. Dự luật trở nên hăng say và ghi danh có nghĩa là nó đã thông qua cả hai ngôi nhà trong cùng một hình thức. Dự luật đã được Thống đốc Jerry Brown ký và có hiệu lực vào ngày 1 tháng 1 năm 2017.